# Dopachrome tautomérase
La dopachrome tautomérase, ou plus exactement L-dopachrome isomérase, est une isomérase qui catalyse la réaction :
L-dopachrome  {\displaystyle \rightleftharpoons }  5,6-dihydroxyindole-2-carboxylate.
Cette enzyme intervient dans la biosynthèse de la mélanine et dans la dégradation de la tyrosine.